# Саммер Елтіс
Саммер Даніель Елтіс (англ. Summer Danielle Altice; нар. 23 грудня 1979) — американська акторка, фотомодель та діджейка.

## Життєпис
Народилася 23 грудня 1979 року у Фаунтен-Веллі, штат Каліфорнія. Названа на честь американської акторки, Міс США 1975 року Саммер Бартолом'ю (англ. Robin Summer Bartholomew).
Під час навчання в Університеті штату Каліфорнія в Сан-Дієго виступала за студентську команду з волейболу.
У 1995 році виграла конкурс підліткового журналу «Young and Modern», потрапила на обкладинку листопадового номера та згодом підписала контракт із модельним агентством «Elite». Публікувалася на обкладинках «GQ», «Maxim», Max (Німеччина).
У серпні 2000 року обрана дівчиною місяця (playmate) журналу «Playboy». У 2002 році була на 100-му місці списку журналу Stuff «102 найсексуальніші жінки у світі».
Її першими ролями в повнометражному кіно стала участь у фільмах «Цар скорпіонів» (2002) та «Скейтбордисти» (2003).
Працює професійною ді-джейкою у кількох нічних клубах Лос-Анджелеса.

## Основна фільмографія
| Рік  | Назва                   | Оригінальна назва          | Роль                          | Примітки   |
| ---- | ----------------------- | -------------------------- | ----------------------------- | ---------- |
| 2020 | Каламутна вода          | Troubled Waters            | Саммер Френч                  |            |
| 2015 | Здобич (Спасіння)       | Extraction                 | Деніз                         |            |
| 2015 | Швидкість: Автобус 657  | Heist                      | Крістал                       |            |
| 2013 | Містер Софістикація     | Mr. Sophistication         | Саммер Френч                  |            |
| 2011 | Загнаний у кут          | Cornered                   | Шерон Колстед                 |            |
| 2011 | Чиллерама               | Chillerama                 | Енді Саммер                   |            |
| 2009 | Місце злочину: Нью-Йорк | CSI: NY                    | модель (2 епізоди)            | телесеріал |
| 2009 | Життя                   | Life                       | молода жінка (1 епізод)       | телесеріал |
| 2008 | Антураж                 | Entourage                  | красуня (1 епізод)            | телесеріал |
| 2008 | Медіум                  | Medium                     | дівчина в крамниці (1 епізод) | телесеріал |
| 2007 | Шанхайський поцілунок   | Shanghai Kiss              | Вірджинія                     |            |
| 2006 | Він, я і його друзі     | You, Me and Dupree         | стриптизерка                  |            |
| 2005 | Непрохані гості         | Wedding Crashers           | дівчина, що плаче             |            |
| 2004 | Школа виживання         | One Tree Hill              | Симона (1 епізод)             | телесеріал |
| 2003 | Chromiumblue.com        | Chromiumblue.com           | Марія                         |            |
| 2003 | Скейтбордисти           | Grind                      | Вінона (Вайнона)              |            |
| 2002 | Дуже круто              | Pretty Cool                | Стейсі                        |            |
| 2002 | ChromiumBlue.com        | ChromiumBlue.com           | Марія (13 епізодів)           | телесеріал |
| 2002 | Цар скорпіонів          | The Scorpion King          | жінка-воїн                    |            |
| 2000 | Навчання серфінгу       | Learning to Surf           |                               |            |
| 2000 | Молоді та зухвалі       | The Young and the Restless | Гейді Кеннон (2 епізоди)      | телесеріал |